# Zeslandentoernooi 2000 (mannen)
Het Zeslandentoernooi voor mannen van de Rugby Union in 2000 werd gespeeld tussen 5 februari en 2 april. Winnaar werd Engeland. Dit was het eerste jaar dat Italië mee speelde, en dus niet vijf maar zes landen mee deden. Italië debuteerde met een overwinning op Schotland. Het duurde tot 15 februari 2003 dat Italië weer een wedstrijd won in het zeslandentoernooi.
Winnaar van de Calcutta Cup werd Schotland, door met 19-13 van Engeland te winnen.
Winnaar van de Millennium Trophy werd Engeland, door met 50-18 van Ierland te winnen.

## Deelnemers
De zes vaste deelnemers speelden hun thuisduels in de volgende stadions.
| Land      | Stadion            | Plaats      | capaciteit |
| --------- | ------------------ | ----------- | ---------- |
| Frankrijk | Stade de France    | Saint-Denis | 80.000     |
| Wales     | Millennium Stadium | Cardiff     | 75.500     |
| Engeland  | Twickenham         | Londen      | 75.000     |
| Schotland | Murrayfield        | Edinburgh   | 67.500     |
| Ierland   | Lansdowne Road     | Dublin      | 49.000     |
| Italië    | Stadio Flaminio    | Rome        | 25.000     |

## Eindstand
| Land      | Wed | Win | Gel | Ver | Saldo     | +/−  | Ptn |
| --------- | --- | --- | --- | --- | --------- | ---- | --- |
| Engeland  | 5   | 4   | 0   | 1   | 183 - 70  | 113  | 8   |
| Frankrijk | 5   | 3   | 0   | 2   | 140 - 92  | 48   | 6   |
| Ierland   | 5   | 3   | 0   | 2   | 168 - 133 | 35   | 6   |
| Wales     | 5   | 3   | 0   | 2   | 111 - 135 | -24  | 6   |
| Schotland | 5   | 1   | 0   | 4   | 95 - 145  | -50  | 2   |
| Italië    | 5   | 1   | 0   | 4   | 106 - 228 | -122 | 2   |

## Uitslagen
De vermelde tijden zijn allemaal lokale tijden.

### Eerste ronde
| Datum      | Wedstrijd          | Uitslag |
| ---------- | ------------------ | ------- |
| 5 februari | Engeland - Ierland | 50 - 18 |
| 5 februari | Italië - Schotland | 34 - 20 |
| 5 februari | Wales - Frankrijk  | 3 - 36  |

### Tweede ronde
| Datum              | Wedstrijd            | Uitslag |
| ------------------ | -------------------- | ------- |
| 19 februari        | Frankrijk - Engeland | 9 - 15  |
| 19 februari, 16:00 | Ierland - Schotland  | 44 - 22 |
| 19 februari        | Wales - Italië       | 47 - 16 |

### Derde ronde
| Datum          | Wedstrijd             | Uitslag |
| -------------- | --------------------- | ------- |
| 4 maart, 14:00 | Schotland - Frankrijk | 16 - 28 |
| 4 maart, 14:30 | Engeland - Wales      | 46 - 12 |
| 4 maart        | Ierland - Italië      | 60 - 13 |

### Vierde ronde
| Datum           | Wedstrijd           | Uitslag |
| --------------- | ------------------- | ------- |
| 19 maart, 15:00 | Frankrijk - Ierland | 25 - 27 |
| 18 maart, 15:00 | Italië - Engeland   | 12 - 59 |
| 18 maart, 16:00 | Wales - Schotland   | 26 - 18 |

### Vijfde ronde
| Datum          | Wedstrijd            | Uitslag |
| -------------- | -------------------- | ------- |
| 1 april, 14:00 | Schotland - Engeland | 19 - 13 |
| 1 april, 15:00 | Frankrijk - Italië   | 42 - 31 |
| 1 april, 16:00 | Ierland - Wales      | 19 - 23 |